# Jim Doran
James Robert „Jim“ Doran (* 11. August 1927 in Beaver, Iowa; † 30. Juni 1994 in Lake City, Iowa) war ein US-amerikanischer American-Football-Spieler. Er spielte in der National Football League (NFL) bei den Detroit Lions und den Dallas Cowboys.

## Spielerlaufbahn

### College
Jim Doran besuchte in seiner Geburtsstadt die Highschool. Da seine Schule über keine Footballmannschaft verfügte, spielte er Basketball und Baseball. Im Jahr 1947 schloss er sich, nach einer kurzen Dienstzeit in der United States Navy am Ende des Zweiten Weltkriegs dem Buena Vista College an, bestritt für die dortige zweite Footballmannschaft im College Football aber lediglich ein Spiel. Nach seinem Wechsel an die Iowa State University erhielt er bei den Iowa State Cyclones Einsatzzeit als End. Im Jahr 1949 stellte er mit 203 Yards Raumgewinn durch Passfänge einen neuen nationalen Collegerekord auf. In seinem letzten Studienjahr erfolgte die Wahl zum All American und die Wahl in die Ligaauswahl. 1951 erfolgte zudem die Teilnahme an den beiden Auswahlspielen der besten Collegespieler, dem East-West Shrine Game und am Hula Bowl.

### NFL
Jim Doran wurde im Jahr 1951 von den Detroit Lions in der fünften Runde an 55. Stelle des NFL Drafts ausgewählt. Der Head Coach der Lions, Buddy Parker, setzte Doran neben Vince Banonis und John Prchlik überwiegend in der Defensive Line als Defensive End ein. Im folgenden Spieljahr gewannen die Lions neun von 12 Spielen und zogen damit in die Play-offs ein, wo sie zunächst die Los Angeles Rams mit 31:21 besiegten. Doran konnte in dem Spiel den gegnerischen Quarterback einmal hinter der Line of Scrimmage zu Fall bringen. Auch im anschließenden Meisterschaftsspiel gegen die von Paul Brown trainierten Cleveland Browns gelang ihm ein Sack. Mit dem 17:7-Sieg gegen die Browns gewann Doran seine erste NFL-Meisterschaft. Im folgenden Jahr gelang Doran der Gewinn seines zweiten Meistertitels. Nach zehn Siegen bei zwei Niederlagen in der Regular Season traf die Mannschaft aus Detroit im Meisterschaftsspiel erneut auf die Browns, die diesmal mit 17:16 unterlagen. Doran war in diesem Spiel erneut erfolgreich, diesmal allerdings überwiegend auf der Position des Ends. Mit vier Passfängen gelang ihm ein Raumgewinn von 95 Yards. Ein Pass von Quarterback Bobby Layne konnte er zu einem Touchdown verwerten. Mit einem Sack an Quarterback Otto Graham stellte er zudem erneut seine Qualitäten als Defensive End unter Beweis.
Vor der Saison 1957 hatte George Wilson das Traineramt bei den Lions übernommen. Er führte die Lions zu ihrer vierten NFL-Meisterschaft. Nach acht Siegen aus 12 Spielen traf die Mannschaft aus Detroit in den Play-offs zunächst auf die San Francisco 49ers. Jim Doran konnte mit zwei Passfängen und einem Raumgewinn von 51 Yards zum 31:27-Sieg seiner Mannschaft beitragen. Gegner im Endspiel waren erneut die Cleveland Browns. Doran zeigte erneut ein gutes Spiel und fing drei Pässe von Quarterback Tobin Rote zu einem Raumgewinn von 101 Yards. Einen Pass trug er zu einem Touchdown in die Endzone der Browns, die letztendlich auch das Spiel mit 59:14 verloren.
Doran wechselte nach der Saison 1959 zu den neu gegründeten und von Tom Landry trainierten Dallas Cowboys. Landry setzte Doran 1960 als Tight End ein. Obwohl Doran nach dieser Saison aufgrund seiner sportlichen Leistungen für den Pro Bowl nominiert wurde, konnte seine Mannschaft nicht überzeugen und blieb in dieser Saison sieglos. Nach einer weiteren erfolglosen Spielrunde 1961 verließ er das Team aus Dallas wieder. Seine weitere Karriere musste er als Spieler der Denver Broncos vor der Saison 1962 aufgrund einer Verletzung beenden.

## Nach der Laufbahn
In den Jahren 1964 und 1965 war Doran Assistenztrainer von Buddy Parker und Mike Nixon bei den Pittsburgh Steelers. Beide Spielzeiten verliefen erfolglos. Doran kehrte danach nach Iowa zurück und betrieb dort eine Farm. Er war verheiratet und hatte drei Kinder. Jim Doran verstarb an einem Herzinfarkt.

## Ehrungen
Jim Doran spielte in einem Pro Bowl, ist Mitglied in der Iowa Sports Hall of Fame, in der Iowa State Athletics Hall of Fame und – obwohl er niemals in der Schule Football gespielt hatte – in der Iowa High School Football Hall of Fame.